# Tudorel Bratu
Tudorel Georgian Bratu (n. 23 aprilie 1991, Pantelimon) este un jucător român de rugby în XV. Evoluează pe postul de mijlocaș la deschidere (fly-half).

## Carieră
S-a apucat de rugby la vârsta de opt ani la CSO Pantelimon, în orașul sau natal, sub îndrumarea antrenorului Dumitru Sterian „Cioc”. Apoi s-a alăturat lotului de seniori, cu care a promovat în SuperLiga. După ce clubul s-a desființat, a plecat la CSM Olimpia București, apoi la CS Dinamo București.
În anul 2014 a fost invitat să-se antreneze cu echipa națională a României pentru niște meciuri cu Japonia și Statele Unite. A fost inclus de antrenorul Lynn Howells în selecția la Cupa Mondială de Rugby din 2015. Și-a făcut debutul oficial ca rezervă la meciul cu Irlanda.